# Noveurops philippinensis
Noveurops philippinensis es una especie de coleóptero de la familia Monotomidae. Es la única especie del género Noveurops.

## Distribución geográfica
Habita en Filipinas.